# Día triste
Día triste (en neerlandés, De Sombere Dag) es una obra del pintor Pieter Brueghel el Viejo perteneciente al ciclo de seis obras sobre los «Meses» del año. Representaría los meses de febrero y marzo. Es un óleo sobre tabla, pintado en el año 1565. Mide 118 cm de alto y 163 cm de ancho. Se exhibe actualmente en el Museo de Historia del Arte de Viena de Viena, Austria. También se conoce como Día sombrío, Día nublado o El día sombrío, incluso La tempestad.
De esta misma serie sobre los meses quedan otras cuatro pinturas, todas ellas del año 1565:
- La siega del heno (junio-julio), Palacio de Lobkowicz, en el Castillo de Praga
- Los cosechadores (agosto-septiembre), Museo Metropolitano de Arte, Nueva York
- El regreso de la manada (octubre-noviembre), Museo de Historia del Arte de Viena
- Los cazadores en la nieve (diciembre-enero), Museo de Historia del Arte de Viena

Una sexta pintura, hoy perdida, representaría los meses de abril y mayo. 
La escena del cuadro se ambienta en el comienzo del calendario alrededor de enero, representado quizás en la desolada atmósfera y los árboles sin hojas. La corona de papel alrededor de la cabeza del niño se refiere a la Epifanía y al comer gofres que normalmente se tomaban en la época del Carnaval antes de la Cuaresma. El cielo, los barcos chocando contra la orilla, y los niños preparándose en el primer plano, sugieren que llega tiempo riguroso.